# Leon Gościcki
Leon Gościcki (ur. 12 września 1870 we wsi Tarały, powiat Pułtusk, zm. 20 października 1948) – polski duchowny katolicki, proboszcz w Goworowie, w kwietniu 1918 roku wybrany członkiem Rady Stanu Królestwa Polskiego. 
Pochodził z rodziny szlacheckiej. Kształcił się w IV gimnazjum w Warszawie, następnie studiował w Seminarium Duchownym w Płocku.  Święcenia kapłańskie otrzymał 29 czerwca 1895. Pracował jako duszpasterz na kilku placówkach w diecezji płockiej. W latach 1906–1919 był proboszczem w Małkini, w 1919 został proboszczem w Goworowie, gdzie kierował parafią do końca życia. W sierpniu 1920 został w Goworowie aresztowany przez wojsko bolszewickie razem z wikariuszem oraz miejscowym rabinem Bursztynem i zagrożony uprowadzeniem. 
9 sierpnia 1920 r. przyjechała do Goworowa „czerezwyczajka” 16 dywizji. Na jej rozkaz aresztowano miejscowych księży. Ks. kan. Leon Gościcki napisał w swej kronice:

Pod wieczór z polecenia czerezwyczajki dokonano u mnie skrupulatnej rewizji (już 3. z rzędu), po której mnie i księdza wikarego Nowakowskiego aresztowano i osadzono za kratkami […] Przez całą noc i następny dzień wzrastała liczba protestujących mimo zastraszania ze strony Rosjan (strzelano nad ich głowami). Gdy byłem pod mocą bolszewicką – parafianie zbierali podpisy na oddzielnych arkuszach, a Żyd – stary Gerlic układał podanie o uwolnienie duchowieństwa. Wieczorem wójt Stanisław Karolak, protestant młynarz Wideman oraz miejscowy rabin Gerlic udali się jako delegaci do „czerezwyczajki”. Skutek był oryginalny: mnie wypuszczono, delegatów w zamian osadzono za kratki. Ks. Stefana Nowakowskiego zapędzono następnego dnia do Różana wraz ze wszystkimi aresztowanymi i dopiero po podsunięciu przeze mnie myśli, iż ludność oburzona z powodu aresztowani księdza i rabina na pewno na ich tyłach będzie robić dywersję – zdecydowali się wypuścić księdza i rabina.

Ks. Gościcki był również archidiakonem kapituły płockiej oraz prałatem papieskim. Działał w szeregu organizacji społecznych, szczególnie w okresie I wojny światowej. Pełnił m.in. funkcję prezesa Okręgowego Zarządu Polskiej Macierzy Szkolnej, przewodniczącego Rady Szkolnej Okręgowej, prezesa Okręgowego Towarzystwa Rolniczego. W 1918 został członkiem Rady Stanu.
Budował lub rozbudowywał kościoły w Rostkowie (jako wikariusz parafii Przasnysz), Małkini i Goworowie, zasiadał w Diecezjalnej Komisji Konserwatorsko-Artystycznej w Płocku. W latach 1914–1915 na łamach "Miesięcznika Pasterskiego Płockiego" ogłosił cykl artykułów Luźne uwagi dla przystępujących do budowy lub restauracji kościoła, wydał również książkę Budowa świątyni - wskazówki praktyczne przy wznoszeniu i odbudowie kościołów oraz zdobieniu ich wnętrza (1916, wydanie II rozszerzone 1947).